# Chaplins ulykkelige Kærlighed
Chaplins ulykkelige Kærlighed er en amerikansk stumfilm fra 1914 af George Nichols.

## Medvirkende
- Charlie Chaplin som Lord Helpus / Mr. Dovey
- Chester Conklin
- Minta Durfee
- Eva Nelson